# Tania Calvo
Tania Calvo Barbero (Vitoria, 26 de junho de 1992) é uma desportista espanhola que compete no ciclismo na modalidade de pista, especialista nas provas de velocidade e keirin.
Ganhou três medalhas no Campeonato Europeu de Ciclismo em Pista, nos anos 2014 e 2016.
Participou nos Jogos Olímpicos de Verão de 2016, ocupando o 7.º lugar em velocidade por equipas (junto a Helena Casas), o 19.º lugar em velocidade individual e o 21.º em keirin.

## Medalheiro internacional
| Campeonato Europeu | Campeonato Europeu      | Campeonato Europeu | Campeonato Europeu     |
| Ano                | Lugar                   | Medalha            | Competição             |
| ------------------ | ----------------------- | ------------------ | ---------------------- |
| 2014               | Baie-Mahault ( França)  | Medalha de prata   | Velocidade individual  |
| 2016               | Saint-Quentin ( França) | Medalha de prata   | Velocidade por equipas |
| 2016               | Saint-Quentin ( França) | Medalha de bronze  | Velocidade individual  |